# Retrowirusy endogenne
Retrowirusy endogenne – są to retrowirusy, które przed milionami lat zainfekowały pierwotne komórki rozrodcze człowieka i innych kręgowców. Dzięki odwrotnej transkryptazie, w postaci DNA włączyły się na stałe do materiału genetycznego organizmu zainfekowanego. Przez miliony lat na skutek licznych mutacji oraz kolejnych infekcji doszło do zwielokrotnienia genomu wirusów, przez co stanowi obecnie znaczną część genomu człowieka jak i innych kręgowców, lecz większość z nich jest uszkodzona i zupełnie nieaktywna.
Sekwencje pochodzenia retrowirusowego stanowią około 8% ludzkiego genomu. Przeważająca większość ludzkich retrowirusów endogennych (HERV – ang. Human Endogenous RetroVirus) jest nieaktywna. Najmłodszą rodziną HERV są retrowirusy HERV-K. Na podstawie analizy sekwencji HERV-K udało się odtworzyć aktywnego wirusa.